# Hanul Ancuței
Hanul Ancuței este un vestit han turistic situat de-a lungul unuia din principalele drumuri europene ce străbat România (E85), la o distanță de 27 km de municipiul Roman, înspre Suceava și la 350 km de București. Ca localizare, el se află în comuna Tupilați din județul Neamț.
Hanul Ancuței a devenit celebru prin plasarea aici a acțiunii din volumul Hanu-Ancuței (compus din 9 povestiri), publicat în anul 1928 de marele scriitor român Mihail Sadoveanu (1880-1961).

## Istoric
Aflat la intersecția drumurilor care duc spre Piatra Neamț și Roman, Hanul Ancuței a fost construit la începutul secolului al XVIII-lea (anul 1718, după cum este înscris pe placa amplasată la intrarea în han). El oferea loc de popas pentru negustorii ce călătoreau spre Roman, spre Suceava sau spre Iași.
Hanul se afla la marginea unui sat care s-a strămutat pe moșia boierilor de la Tupilați (astăzi în județul Neamț). În anul 1819, vornicul Ștefan Catargiu a obținut printr-un hrisov dreptul de a înființa târguri și iarmaroace, aici construindu-se un han nou, care va servi și ca stație de poștă.  Lângă han, pe un teren plan aflat lângă apa Moldovei, se desfășura iarmarocul de la Tupilați.
Într-un document din anul 1876, care cuprindea un inventar al moșiei Tupilați, era trecut și "rateșu de la Ancuța". Hanul era zidit pe temelie de piatră, avea o lungime de 36, 20 metri și o lățime de 15,70 metri, iar zidurile sale de cărămidă erau de 70 cm grosime. Hanul avea două porți din lemn de stejar, una prin care intrau carele și alta prin care ieșeau. Porțile din stejar tare erau ferecate cu zăvoare duble și drugi masivi de fier, iar ferestrele erau mici și zăbrelite. Carele erau așezate lângă poarta de ieșire, având lângă clădirea hanului un loc pentru depozitarea nutrețului. 

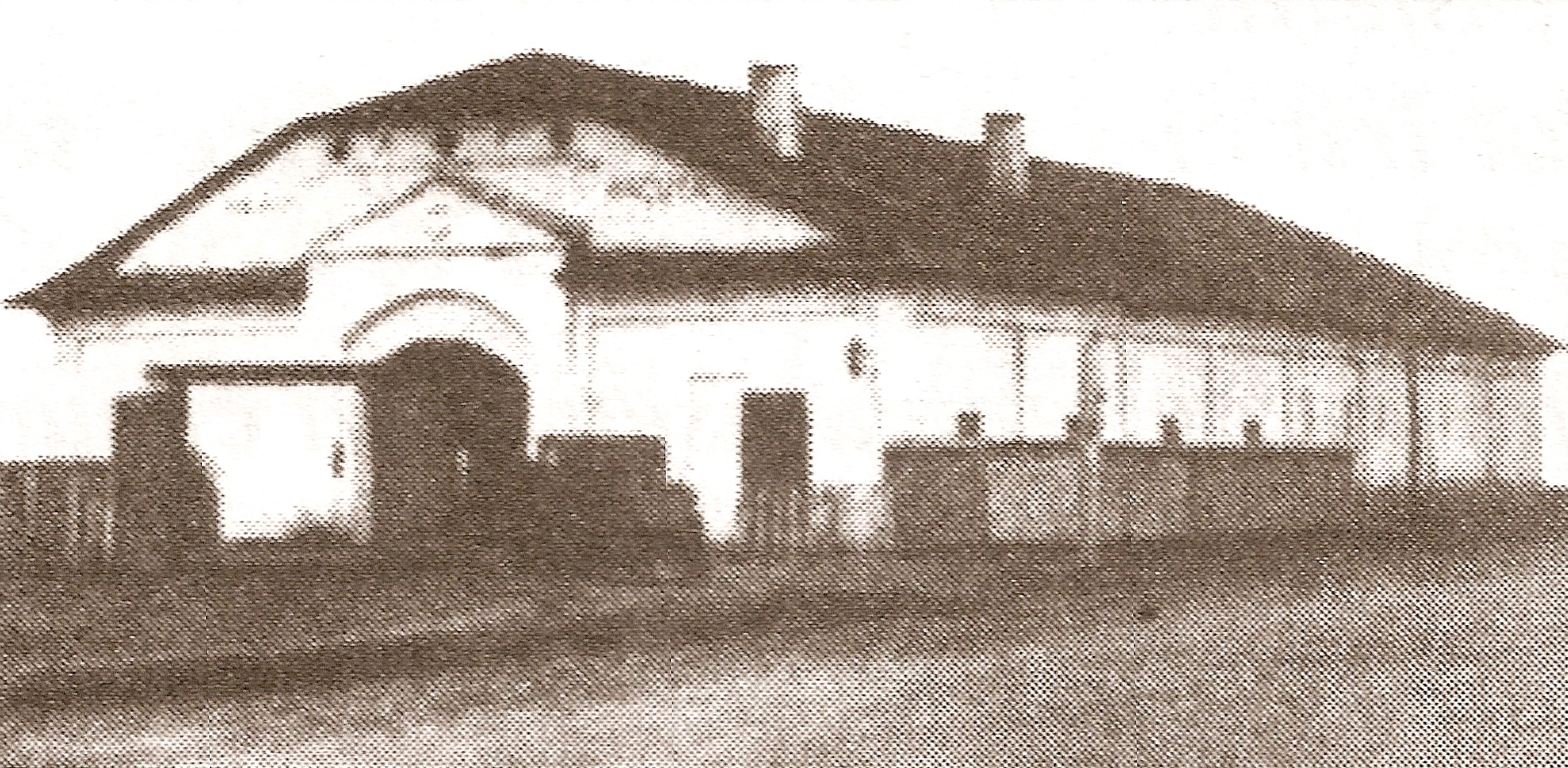
Clădirea originală a hanului ce a fost dărâmată în 1967 și care reprezintă locul de desfăşurare al acţiunii din povestirea în ramă scrisă de Mihail Sadoveanu.

Clădirea avea o fațadă simplă, cu arhitectură de pilaștri, iar intrarea beneficia de o arcadă dublă, încununată de un fronton clasic.  Hanul dispunea de patru odăi pentru musafiri, o odaie pentru crâșmari, una pentru hangiu, două camere de odihnă și grajdul. În partea din dreapta erau camerele de dormit pentru călători, cu intrări separate, iar în stânga erau cârciuma, birtul și locuința hangiului. Sub cârciumă se afla intrarea în pivnița boltită, construită din piatră de râu și având lungime de 11 metri și lățime de 4 metri. Sala comună sau birtul, cu mese lungi, era pentru mâncare, taifas și adesea pentru chef cu lăutari.
În volumul său de povestiri intitulat Hanu-Ancuței și publicat în anul 1928, marele scriitor român Mihail Sadoveanu descrie astfel hanul: „Trebuie să știți dumneavoastră că hanul acela al Ancuței nu era han – era cetate! Avea niște ziduri groase de ici până colo și niște porți ferecate cum n-am văzut în zilele mele. În cuprinsul lui se puteau oploși oameni, vite și căruțe și nici habar n-aveau dinspre partea hoților...“ 
Hanul Ancuței a fost preluat de Casa Rurală, în contul unor datorii pe care le avea Nicolae Calimachi Catargi. În anul 1920, Casa Rurală a vândut hanul pentru 12.900 lei. În forma sa originară, Hanul Ancuței a existat până în anul 1943, când proprietarii l-au demolat în cea mai mare parte pentru că nu puteau plăti impozitele și nici nu avea posibilitatea materială de a-l întreține. Deși s-a propus ca să fie preluat de Oficiul Național de Turism pentru a-l transforma în loc de popas pentru tineretul pornit în drumeție pe Valea Moldovei, din cauza războiului, nu s-au găsit fondurile necesare.  Astfel, o perioadă, în locul hanului au existat doar niște ziduri în ruină și pivnița.
În perioada 1957-1960, autoritățile au dispus reconstrucția hanului după planurile existente la Arhivele Statului din Iași. 
Prin Decretul de Expropriere nr. 639 din 29 iunie 1967, hanul, care avea inițial o suprafață construită de 164 mp, a fost expropriat în beneficiul statului, cu scopul reconstruirii vechiului Han al Ancuței. Imediat după expropriere, a fost demolat în întregime, păstrându-se din vechiul han numai podeaua și beciul. Pe locul vechiului han a fost ridicată o nouă construcție, care respecta linia tradițională și de arhitectură specifică secolului al XVIII-lea și care a căpătat aceeași destinație de han, tocmai pentru conservarea spiritului sadovenian moldovenesc. 
Hanul a fost restaurat din nou în anul 1999, el căpătând o înfățișare autentic românească, fiind improvizate aici mici expoziții de costume populare specifice zonei, precum și de obiecte din ceramică sau din lemn.
În partea dreaptă a intrării, chiar lângă ușă, a fost amplasată o placă de marmură pe care scrie următorul text: „Pe locul vechiului han ce s-a ridicat în anul 1718 și risipit cu ani în urmă s-a clădit, cinstindu-se slova românească a marelui Sadoveanu, noua construcție. Fie să rămână loc de vrăjit popas și desfătare sufletească pentru toți călătorii pământeni sau veniți de pe alte meleaguri“.
În fața hanului, în partea dinspre drumul național, a fost amplasat bustul din piatră al marelui povestitor Mihail Sadoveanu, care a descris în opera sa Hanul Ancuței. Bustul a fost realizat de sculptorul romașcan Florin Zaharescu, dezvelit la 10 noiembrie 2002 în prezența ministrului culturii și cultelor, acad. prof. dr. Răzvan Theodorescu și sfințit de PS Ioachim Băcăuanul, arhiereu-vicar al Episcopiei Romanului. Cu această ocazie, a avut loc o expoziție de produse culinare cu specific moldovenesc și un concert susținut de orchestra "Rapsozii Botoșanilor".  Cu tot cu soclul, bustul are o înălțime de 4.5 m.
În fiecare an, în luna noiembrie, are loc aici Festivalul de Creație Literară "Mihail Sadoveanu". În prezent, hanul se află în proprietatea societății Turoag Roman SA.

## Imagini

Hanul privit de la şosea şi bustul lui Mihail Sadoveanu
Intrarea în han
Grădina de vară
Vinotecă
Interiorul hanului, privit de la etaj
Interiorul hanului
Sobă veche
Interior. Păpuşi în costume populare şi obiecte de ceramică pe pereţi.
Teasc
Expoziţie cu vânzare
Hanul Răzeşilor, construit lângă Hanul Ancuţei
Hanul Răzeşilor, construit lângă Hanul Ancuţei